# Dionisio Derteano
Dionisio Derteano y Echenique (Lima, 1824-Ibídem, 8 de septiembre de 1888) fue un empresario y político peruano.

## Biografía
Hijo de Domingo Derteano y Manuela Echenique. Incursionó en la política y fue miembro del Congreso Constituyente de 1860 por la provincia del Santa entre julio y noviembre de 1860, durante el segundo gobierno de Ramón Castilla. Este congreso elaboró la Constitución de 1860, la séptima que rigió en el país y la que más tiempo ha estado vigente pues duró, con algunos intervalos, hasta 1920, es decir, sesenta años. Luego fue elegido senador para el Congreso Ordinario de 1860 que estuvo en mandato hasta 1863 y fue elegido nuevamente en 1864.
Optó por consagrarse a los negocios agrícolas y bancarios. Poseía la hacienda El Puente, situada en las cercanías de Chimbote y dedicada especialmente a la producción de azúcar y arroz, y a la cual pertenecía el ingenio Palo Seco, que contaba con modernas maquinarias y edificaciones de lujo. En el campo de las finanzas, fue presidente del directorio del Banco Nacional y miembro del directorio de la Compañía Salitrera del Perú.
Cuando el 5 de abril de 1879 estalló la guerra entre Perú y Chile, Derteano convocó a los directorios de los bancos de Lima, proponiéndoles que colaboraran con la defensa nacional. Inmediatamente, en la misma reunión, todos ellos suscribieron un donativo ascendente a un millón de soles. Él mismo fue designado miembro de la Junta Central Administradora de Donativos para la Guerra (7 de abril de 1879), de la que además formaban parte las siguientes personalidades: el obispo Pedro José Tordoya, monseñor José Antonio Roca y Boloña, Nicolás Rodrigo, Melitón Porras Díaz, José Bresani, Manuel Elguera, José Vicente Oyague, Ignacio de Osma, César Canevaro, José Jorge Loayza, Aurelio Denegri, Pedro José Calderón, Bartolomé Figari, José Unanue, Juan Calderón, Valentín Gil, Manuel Ortiz de Villate, Manuel Candamo, José Lucas Oyague, Manuel Moscoso Melgar, Bernardo Roca y Boloña, Juan Gallagher y José R. Espinoza.
El general chileno Patricio Lynch, durante su expedición depredatoria a la costa norte del Perú, le exigió el pago de una contribución de 100.000 pesos de plata, bajo amenaza de que, de no hacerlo, destruiría todas sus propiedades. Como el dictador Nicolás de Piérola había prohibido pagar cupos al enemigo, Derteano comunicó a los extorsionadores que por patriotismo no podía hacerlo. El jefe chileno ordenó entonces incendiar las plantaciones de la hacienda El Puente y volar con dinamita las edificaciones y maquinarias del ingenio Palo Seco (13 de septiembre de 1880). El historiador británico sir Clements R. Markham relata así el episodio:

En el curso de las correrías de esos saqueadores al puerto de Chimbote, el Capitán Lynch al frente de 400 hombres, hizo una excursión a la hacienda azucarera de Puente, ubicada en el feraz valle de Palo Seco. Era ésta una de las haciendas más hermosas y mejor tenidas de la comarca y pertenecía a don Dionisio Derteano. Cultivábanse 6,000 acres de tierra, que daban trabajo a varios cientos de operarios, y se empleaba la mejor maquinaria inglesa. Cosa de 26 millas de vía férrea recorrían la hacienda, conectando sus diferentes secciones con las obras y oficinas. A su llegada, el Capitán Lynch le impuso un cupo de 16.500 libras amenazando con arrasarla si no se le pagaba. El hijo del señor Derteano, que a la sazón administraba, pidió tres días de plazo para telegrafiar a Lima, pidiendo dicha cantidad y recibir respuesta; pero el Supremo Jefe Piérola había prohibido el pago de cupo a los chilenos, por lo que el señor Derteano no tuvo más que informar a los salteadores de que se le prohibió satisfacer su exigencia. Esa fue la señal del infame atentado. Todo quedó reducido a ruina y desolación. Las factorías, las viviendas, los almacenes, todo fue destruido. La línea férrea fue volada en varios puntos y los vagones y locomotoras hechos pedazos. Ni siquiera se salvaron los jardines que rodeaban las casas, cultivadas con primor y buen gusto y que ofrecían deleitosa vista. Los asaltantes pisotearon brutalmente las plantas y flores más exquisitas; cortaron bárbaramente los naranjos, limoneros y demás árboles frutales; quemaron libros de gran valía; destrozaron todo el mobiliario, añadiendo al despojo la crueldad más cobarde; mataron perros finos y caballos de carrera ingleses de gran precio; prendieron fuego a las cosechas de caña y dejaron los campos, antes fértiles, convertidos en desiertos calcinados y negros. Embarcaron abordo de sus naves arroz, azúcar y otras especies por valor de 8.000 libras (equivalentes a 50.000 soles de plata de entonces).
La Guerra entre el Perú y Chile (traducida al español, 1922)

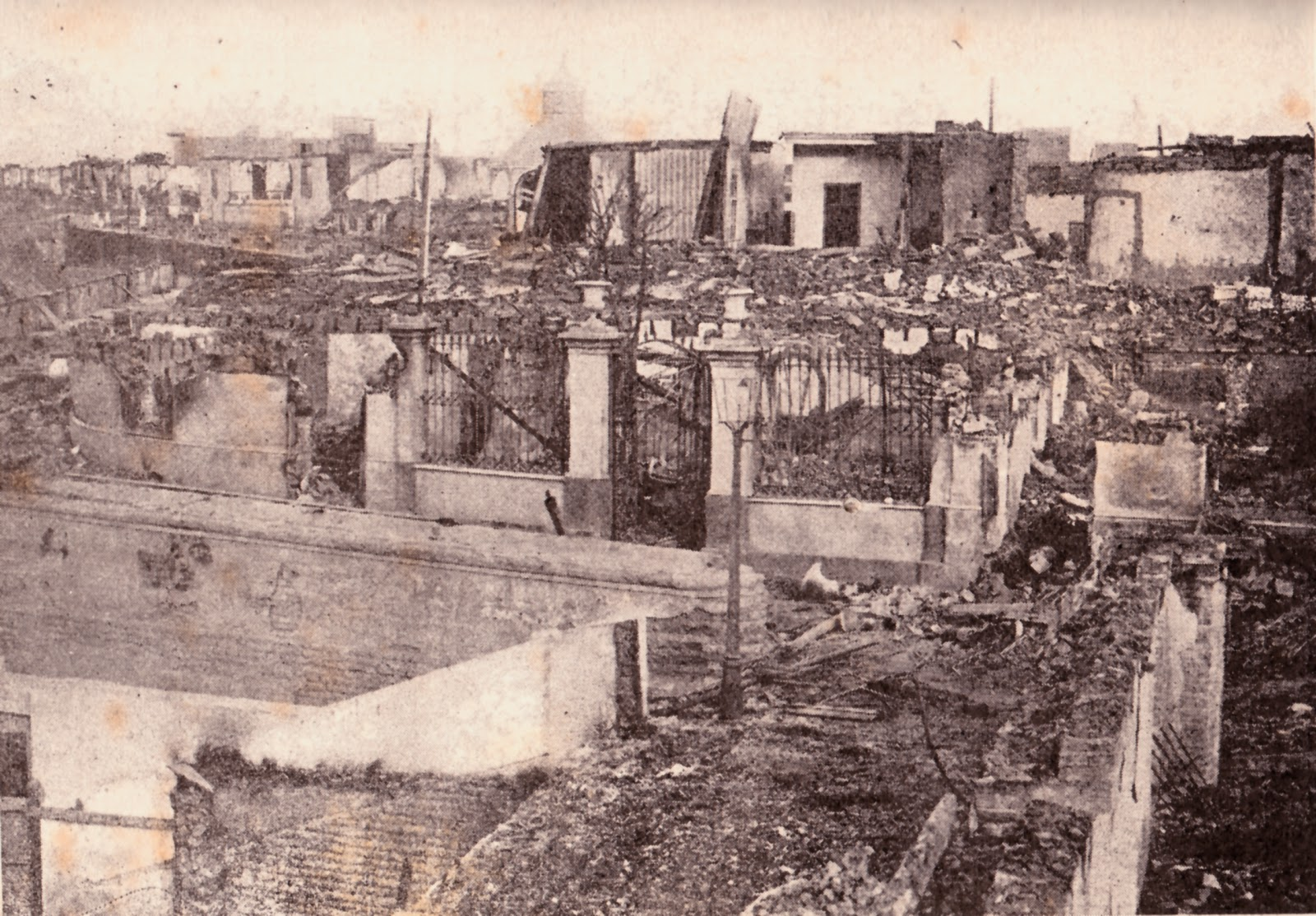
Rancho de Dionisio Derteano en Chorrillos, luego de la destrucción perpetrada por los chilenos en 1881.

Derteano se alistó en la reserva y participó activamente en los preparativos de la defensa de Lima, concediéndosele el grado de coronel. Asumió el mando de la VII división, formada por trabajadores del rubro de la prensa (desde redactores hasta tipógrafos), y luchó en la batalla de Miraflores (15 de enero de 1881). 
Durante la ocupación de Lima, se contó entre los 50 vecinos de la capital peruana a quienes el general chileno Cornelio Saavedra Rodríguez impuso un cupo de 20.000 soles (17 de febrero de 1881). Como todos rechazaron hacer ese pago, Dionisio Derteano permitió que en su casa se celebrara una “junta de notables”, en la cual se acordó elegir a Francisco García Calderón como presidente provisorio, con la misión de que lograra la unificación del mando del país y arreglara una paz honrosa con Chile (22 de febrero de 1881). Meses después, los chilenos desterraron a García Calderón hacia Chile, por su negativa a firmar una paz con cesión territorial. Al mismo Derteano se le acusó de estar en tratos con la resistencia y el tribunal chileno instalado en Lima lo condenó también a ser desterrado a Chile. 
Derteano estuvo confinado en Chillán y luego en Angol, junto con otros notables peruanos, entre los que estaban José María Químper, Andrés Avelino Aramburú Sarrio, Ramón Ribeyro, Manuel Candamo, Pedro Correa y Santiago y Manuel González de la Cotera. Entre ellos deliberaron sobre la propuesta de un arreglo para la paz, hecha por el ministro estadounidense Cornelius A. Logan, que contemplaba la cesión de Tarapacá y la venta de Tacna y Arica a Chile. Derteano al principio se opuso a toda cesión territorial, pero luego, ante la opinión mayoritaria a favor de la propuesta, firmó el memorándum que autorizaba a García Calderón para consentir en la cesión de Tarapacá (mas no la de Tacna y Arica), con la condición de que Chile asumiera la deuda sobre el guano y el salitre (15 de septiembre de 1882). Pero las negociaciones fracasaron al no ponerse de acuerdo las partes sobre el destino de las provincias de Tacna y Arica.
Derteano retornó al Perú tras la firma del Tratado de Ancón. Fue presidente del Club Nacional en los periodos (1875-1876) y (1884-1888). Falleció en Lima en 1888.